# Agalinis strictifolia
Agalinis strictifolia är en snyltrotsväxtart som först beskrevs av George Bentham, och fick sitt nu gällande namn av Francis Whittier Pennell. Agalinis strictifolia ingår i släktet Agalinis och familjen snyltrotsväxter. Inga underarter finns listade i Catalogue of Life.